# Ogródek (województwo warmińsko-mazurskie)
Ogródek (niem. Ogrodtken, od 1938 Kalgendorf) – wieś w Polsce położona w województwie warmińsko-mazurskim, w powiecie piskim, w gminie Orzysz. Wieś leży nad jeziorami Kraksztyn i Druglin (Kaleńskie).
W Ogródku znajduje się filia Szkoły Podstawowej w Orzyszu.

## Historia
Wieś wymieniana w dokumentach z roku 1550, kiedy to książę Albrecht sprzedał Rafałowi Staroście z Grzegorz 5 włók sołeckich, celem założenia wsi czynszowej na 50 włókach między jeziorami Kraksztyn i Druglin oraz borem skomackim. Po okresie 5 lat wolnizny z szarwarku chłopi mieli obowiązek dostarczać z Orzysza do Rynu 2 fury mąki i siana.
We wsi istniał niewielki folwark, należący do dworu w Skomacku. Przez dłuższy czas folwark był dzierżawiony przez braci polskich. Jednym z dzierżawców był Morsztyn, po nim w 1725 roku Bogusław Arciszewski.
Ogródek do 1752 r. podlegał starostwu w Rynie, rewiru w Skomacku (obok wsi Klusy, Gorzekały, Lipińskie, Rożyńsk, Ruska Wieś) i parafii w Klusach. W 1752 roku zlikwidowano starostwa, wprowadzając nowe, większe jednostki administracyjne zwane powiatami. Powiat piski powstał w 1818 r., obejmował on obszar dawnego starostwa piskiego oraz parafię orzyską i okartowską.
W październiku 1656 r. Tatarzy, podczas najazdu, wzięli do niewoli dwadzieścia trzy osoby, w tym 8 kobiet.
Epidemia dżumy, przeniesiona przez Szwedów, dotarła tu w latach 1709–1711. Pochłonęła tysiące ofiar. Najbardziej ucierpiało starostwo piskie, gdzie epidemia pochłonęła 30% ludności. Chorych wywożono na jedną z wysp jeziora Druglin. Od tego czasu zwana jest ona Parchą.
W Ogródku żył, tworzył i został pochowany Michał Kajka (1859–1940), najwybitniejszy mazurski poeta ludowy, współzałożyciel Mazurskiej Partii Ludowej. W domu, który wybudował w 1883 i w którym mieszkał mieści się obecnie muzeum jego imienia.
Podczas akcji germanizacyjnej nazw miejscowych i fizjograficznych historyczna nazwa niemiecka Ogrodtken została w 1938 r. zastąpiona przez administrację nazistowską sztuczną formą Kalgendorf.
W 1939 roku wieś liczyła 444 mieszkańców.
W latach 1975–1998 miejscowość położona była w województwie suwalskim.